# Mastani
Mastani, född 1699, död 1740, var en indisk furstinna. 
Hon var dotter till fursten Chhatrasal av Bundelkhand och Ruhani Bai Begum. Hon gifte sig med Baji Rao I, Peshwa (premiärminister) i Marathariket 1720-1740, och Shamsher Bahadur I (Krishna Rao), guvernör i Banda. 
Hennes far var hindu men hennes mor muslim, och hon uppfostrades till att få sin mors tro. Hennes far lät utbilda henne i stridskonst och krigföring, och fråga henne om hennes åsikt i militära frågor. Hennes äktenskap var kontroversiellt av religiösa skäl, och hennes svärmor motarbetade det, men det beskrivs som lyckligt, och hennes make frågade henne om politiska råd och tog med henne på militärkampanjer tills han förbjöds göra det. Hon beskrivs som en kontroversiell kvinnlig förebild under sin samtid. 